# Liste der Dnepr-Raketenstarts
Diese Liste umfasst alle absolvierten Starts der ukrainischen Trägerrakete Dnepr sowie detaillierte Beschreibungen einiger Starts.

## Startliste
| Lfd. Nr.                                                                                               | Datum (UTC)                                                                                            | Typ | Startplatz                                                                                             | Nutzlast | Art der Nutzlast                                                                                                  | Nutzlast in kg (brutto 1)                                                                              | Orbit 2                                                                                                | Anmerkungen |
| 1998 – 1999 – 2000 – 2002 – 2004 – 2005 – 2006 – 2007 – 2008 – 2009 – 2010 – 2011 – 2013 – 2014 – 2015 | 1998 – 1999 – 2000 – 2002 – 2004 – 2005 – 2006 – 2007 – 2008 – 2009 – 2010 – 2011 – 2013 – 2014 – 2015 | 1998 – 1999 – 2000 – 2002 – 2004 – 2005 – 2006 – 2007 – 2008 – 2009 – 2010 – 2011 – 2013 – 2014 – 2015 | 1998 – 1999 – 2000 – 2002 – 2004 – 2005 – 2006 – 2007 – 2008 – 2009 – 2010 – 2011 – 2013 – 2014 – 2015 | 1998 – 1999 – 2000 – 2002 – 2004 – 2005 – 2006 – 2007 – 2008 – 2009 – 2010 – 2011 – 2013 – 2014 – 2015 | 1998 – 1999 – 2000 – 2002 – 2004 – 2005 – 2006 – 2007 – 2008 – 2009 – 2010 – 2011 – 2013 – 2014 – 2015            | 1998 – 1999 – 2000 – 2002 – 2004 – 2005 – 2006 – 2007 – 2008 – 2009 – 2010 – 2011 – 2013 – 2014 – 2015 | 1998 – 1999 – 2000 – 2002 – 2004 – 2005 – 2006 – 2007 – 2008 – 2009 – 2010 – 2011 – 2013 – 2014 – 2015 | 1998 – 1999 – 2000 – 2002 – 2004 – 2005 – 2006 – 2007 – 2008 – 2009 – 2010 – 2011 – 2013 – 2014 – 2015                |
| 1998                                                                                                   | 1998                                                                                                   | 1998                                                                                                   | 1998                                                                                                   | 1998 | 1998 | 1998                                                                                                   | 1998                                                                                                   | 1998 |
| --- | --- | --- | --- | --- | --- | --- | --- | --- |
| 1 | 15. April 1998                                                                                         | Dnepr-1                                                                                                | Ba 109/95                                                                                              | R/D | ? | ? | Suborbital, 1000 km                                                                                    | Erfolg |
| 1999                                                                                                   | | | | | | | | |
| 2 | 21. April 1999 04:59                                                                                   | Dnepr-1                                                                                                | Ba 109/95                                                                                              | UoSAT-OSCAR 36 | Erdbeobachtungs- und Amateurfunksatellit                                                                          | ? | LEO | Erfolg |
| 2000                                                                                                   | | | | | | | | |
| 3 | 26. September 2000 10:05                                                                               | Dnepr-1                                                                                                | Ba 109/95                                                                                              | Megsat 1, UniSat-1, SaudiSat 1A, SaudiSat 1B, TiungSAT-1 | Ein Kommunikationssatellit und drei Technologieerprobungssatelliten                                               | >88 kg                                                                                                 | LEO | Erfolg |
| 2002                                                                                                   | | | | | | | | |
| 4 | 20. Dezember 2002 17:00                                                                                | Dnepr-1                                                                                                | Ba 109/95                                                                                              | Rubin 2, UniSat-2, SaudiSat 1C, LatinSat A/B, Lunar TrailBlazer Dummy | Drei Technologieerprobungssatelliten, zwei Kommunikationssatelliten und eine Dummynutzlast                        | >454 kg                                                                                                | LEO | Erfolg |
| 2004                                                                                                   | | | | | | | | |
| 5 | 29. Juni 2004 06:30                                                                                    | Dnepr-1                                                                                                | Ba 109/95                                                                                              | Demeter, UniSat-3, SaudiSat 2, SaudiComsat 1/2, LatinSat C/D, OSCAR 51 | Erdbeobachtungssatellit, vier Technologieerprobungssatelliten, zwei Kommunikationssatelliten, Amateurfunksatellit | 235 kg                                                                                                 | LEO | Erfolg |
| 2005                                                                                                   | | | | | | | | |
| 6 | 23. August 2005 21:10                                                                                  | Dnepr-1                                                                                                | Ba 109/95                                                                                              | Kirari, INDEX, Turkmenistan Memorial Capsule | Zwei Technologieerprobungssatelliten, umgebaute Raketenstufe mit Staatssymbolen Turkmenistans                     | >640 kg                                                                                                | LEO | Erfolg |
| 2006                                                                                                   | | | | | | | | |
| 7 | 12. Juli 2006 14:53                                                                                    | Dnepr-1                                                                                                | Jasny                                                                                                  | Genesis 1 | Technologieerprobung eines entfaltbaren Raumstation-Moduls                                                        | 1360 kg                                                                                                | LEO | Erfolg |
| 8 | 26. Juli 2006 19:43                                                                                    | Dnepr-1                                                                                                | Ba 109/95                                                                                              | BelKA, Baumanets 1, UniSat-4, PicPot, Cubesat-Combo 1: AeroCube 1, CP 1/2, ICECube 1/2, ION, HAUSAT 1, KUTESat, MEROPE, nCube-1, RINCON, SACRED, SEEDS, Voyager | Erdbeobachtungssatellit, 3 Technologieerprobungssatelliten und 14 Cubesats                                        | ? | LEO | Fehlschlag (Abschalten des Triebwerkes der ersten Stufe 74 s nach dem Abheben aufgrund einer überhitzten Brennkammer) |
| 2007                                                                                                   | | | | | | | | |
| 9 | 17. April 2007 06:46                                                                                   | Dnepr-1                                                                                                | Ba 109/95                                                                                              | EgyptSAT 1, Saudisat 3, SaudiComsat 3/4/5/6/7, CubeSat-Combo 2: Aerocube 2, CAPE 1, CP 3/4, CSTB 1, Libertad 1, MAST 1/2/3 | Erdbeobachtungssatellit, 6 Technologieerprobungssatelliten und 9 CubeSats                                         | ? | LEO | Erfolg |
| 10 | 15. Juni 2007 02:14                                                                                    | Dnepr-1                                                                                                | Ba 109/95                                                                                              | TerraSAR-X | Erdbeobachtungssatellit                                                                                           | 1250 kg                                                                                                | SSO | Erfolg |
| 11 | 28. Juni 2007 15:02                                                                                    | Dnepr-1                                                                                                | Jasny                                                                                                  | Genesis 2 | Technologieerprobung eines entfaltbaren Raumstation-Moduls                                                        | 1360 kg                                                                                                | LEO | Erfolg |
| 2008                                                                                                   | | | | | | | | |
| 12 | 29. August 2008 07:16                                                                                  | Dnepr-1                                                                                                | Ba 109/95                                                                                              | RapidEye 1, 2, 3, 4, 5 | 5 Erdbeobachtungssatelliten                                                                                       | 780 kg                                                                                                 | LEO | Erfolg |
| 13 | 1. Oktober 2008                                                                                        | Dnepr-1                                                                                                | Jasny                                                                                                  | THEOS | Erdbeobachtungssatellit                                                                                           | 750 kg                                                                                                 | SSO | Erfolg |
| 2009                                                                                                   | | | | | | | | |
| 14 | 29. Juli 2009 18:46                                                                                    | Dnepr-1                                                                                                | Ba 109/95                                                                                              | DubaiSat 1, Deimos-1, UK-DMC 2, Nanosat 1B, AprizeSat-3, AprizeSat-4 | Erdbeobachtungssatelliten, Kommunikationssatelliten                                                               | 422 kg                                                                                                 | LEO | Erfolg |
| 2010                                                                                                   | | | | | | | | |
| 15 | 8. April 2010 13:57                                                                                    | Dnepr-1                                                                                                | Ba 109/95                                                                                              | CryoSat 2 | Erdbeobachtungssatellit                                                                                           | 700 kg                                                                                                 | LEO | Erfolg |
| 16 | 15. Juni 2010 14:42                                                                                    | Dnepr-1                                                                                                | Jasny                                                                                                  | Picard, Prisma Main/Target | Sonnenforschungssatellit, 2 Technologieerprobungssatelliten                                                       | 280 kg                                                                                                 | SSO | Erfolg |
| 17 | 21. Juni 2010 02:14                                                                                    | Dnepr-1                                                                                                | Ba 109/95                                                                                              | TanDEM-X | Erdbeobachtungssatellit                                                                                           | 1330 kg                                                                                                | SSO | Erfolg |
| 2011                                                                                                   | | | | | | | | |
| 18 | 17. August 2011 07:12                                                                                  | Dnepr-1                                                                                                | Jasny                                                                                                  | Sitsch-2 NigeriaSat-2 NigeriaSat-X RASAT EduSAT AprizeSat-5 AprizeSat-6 BPA-2 | Erdbeobachtungssatelliten, Technologieerprobungssatelliten                                                        | 175 kg 270 kg 87 kg 95 kg 10 kg 14 kg 14 kg ? kg                                                       | SSO | Erfolg |
| 2013                                                                                                   | | | | | | | | |
| 19 | 22. August 2013 14:39                                                                                  | Dnepr-1                                                                                                | Jasny                                                                                                  | Kompsat-5 | südkoreanischer Erdbeobachtungssatellit                                                                           | 1400 kg                                                                                                | | Erfolg |
| 20 | 21. November 2013 07:10                                                                                | Dnepr-1                                                                                                | Jasny                                                                                                  | Primär: DubaiSat 2, STSAT-3 Sekundär: SkySat-1, AprizeSat-7, AprizeSat-8, UniSat-5, iCube-1, PUCP-SAT-1 mit Pocket-PUCP, HumSAT-D, Dove-4, BeakerSat, $50SAT, WREN, QBScout-1, FUNcube-1, HiNCube, ZACube-1, CubeBug-2, NEE-02 Krysaor, First-MOVE, UWE-3, VELOX-PII, Delfi-n3Xt, Dove-3, Triton-1, CINEMA 2, CINEMA 3, OPTOS, Lem, WNISAT-1, GomX-1, BPA-3 | | | | Erfolg |
| 2014                                                                                                   | | | | | | | | |
| 21 | 19. Juni 2014 19:11                                                                                    | Dnepr-1                                                                                                | Jasny                                                                                                  | Primär: Deimos 2, KazEOSat 2, Hodoyoshi-3, Hodoyoshi-4 Sekundär: AprizeSat 9, AprizeSat 10, BRITE-Toronto, BRITE-Montreal, BugSat 1, SaudiSat 4, TabletSat-Aurora, UniSat 6, AeroCube-6, Lemur-1, TigriSat, AntelSat, DTUSat 2, Duchifat 1, Flock-1c 1-11, NanoSatC-Br 1, PACE, Perseus-M 1, Perseus-M 2, PolyITAN 1, POPSAT-HIP 1, QB50P1 und QB50P2       | | | | Erfolg |
| 22 | 6. November 2014 07:35                                                                                 | Dnepr-1                                                                                                | Jasny                                                                                                  | Primär: ASNARO-1 Sekundär: ChubuSat 1, Hodoyoshi 1, QSAT-EOS, Tsubame | japanischer Erdbeobachtungssatellit                                                                               | 400 kg 50 kg 60 kg 50 kg 50 kg                                                                         | SSO | Erfolg |
| 2015                                                                                                   | | | | | | | | |
| 23 | 26. März 2015 22:08                                                                                    | Dnepr-1                                                                                                | Jasny                                                                                                  | Kompsat-3A | südkoreanischer Erdbeobachtungssatellit                                                                           | | | Erfolg |

## Einzelne Starts im Detail
Am 29. Juni 2004 wurden mit einer Rakete gleich acht Kleinsatelliten in die Umlaufbahn befördert: die saudi-arabischen Kommunikationssatelliten SaudiComsat-1 und SaudiComsat-2 (jeweils 12 kg) sowie SaudiSat-2 (35 kg), die US-Verbindungssatelliten LatinSat-C und LatinSat-D (je 15 kg), der US-Amateurfunksatellit OSCAR 51 (12 kg), der italienische Forschungssatellit UniSat-3 (12 kg) sowie der französische Forschungssatellit Demeter (125 kg).
Am 23. August 2005 um 21:10 Uhr UTC folgte die fünfte Mission. Bei diesem Start wurden zwei japanische Satelliten in eine niedrige Umlaufbahn befördert. Dabei handelte es sich als Primärnutzlast um den Satelliten Kirari, mit dem optische Kommunikationstechniken im Auftrag der japanischen Raumfahrtagentur JAXA überprüft wurden. Der Testsatellit INDEX soll verschiedene neue Geräte und Technologien beim Einsatz im Weltraum testen.